# Mineriada din februarie 1999
Mineriada din februarie 1999 a fost cea de a șasea și ultima acțiune de acest gen întreprinsă în România postdecembristă. În data de 16 februarie 1999, Miron Cozma, liderul minerilor din Valea Jiului, a organizat un marș către București alături de 2500 de ortaci. Cauza era decizia Curții Supreme de Justiție de a îl pune în detenție pe Miron Cozma pentru 18 ani, sub învinuirea organizării celei de a patra mineriade, din septembrie 1991.
În ianuarie 1999, la a cincea mineriadă, un marș al ortacilor către capitală fusese întrerupt datorită cedării făcute de putere în favoarea cererilor acestora. De această dată, Miron Cozma avea în plan parcurgerea întregului traseu, urmărind să dea o lovitură puterii de la acea vreme.
Minerii s-au îmbarcat în 50 de autobuze în zorii zilei de 17 februarie. Primul baraj al forțelor de ordine, aflat în dreptul localității Brădești, jud. Dolj, a fost depășit de către protestatari. La ora 5 a dimineții, marșul a fost oprit de către forțele de ordine la Stoenești, jud. Olt. Au fost distruse autobuzele, iar minerii au fost atacați cu grenade lacrimogene și loviți violent. Miron Cozma a încercat să se refugieze în localitatea Caracal, însă a fost capturat pe drum. El a fost arestat la ora 9 a aceleiași zile, alături de 500 de mineri.